# Básník

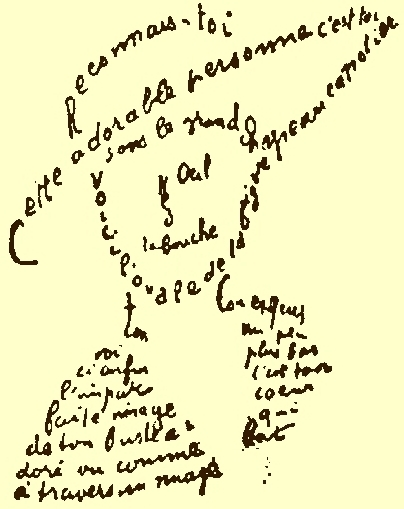
Guillaume Apollinaire kaligram (1918)

Básník nebo básnířka je tvůrce poezie. Svá díla píše za použití básnických forem, mezi které patří zejména veršovaná skladba provázená rýmy, jazykové novotvary, metafory, paradoxy a jiné jazykové prostředky. 
Básníka a básnířku v jejich tvorbě inspirují podle řecké mytologie tři z múz: Kalliopé (múza epického básnictví), Erató (múza milostného básnictví) a Thálie (múza veselého básnictví).
V širším pojetí bývá básníkem nazýván tvůrce umělecky výrazného nadprůměrného literárního díla.
V nejširším pojetí je básníkem označován ten, který za použití své fantazie dokáže i obyčejné věci či postupy zpracovat umělecky neobyčejně. O takovém díle se říká, že je „jedna báseň“.